# Morindin
Morindin ist ein Glycosid der β-Primverose mit dem Aglycon Morindon. Es ist eng verwandt mit der Ruberythrinsäure und zeitweise wurde angenommen, dass beide Verbindungen identisch sind.

## Vorkommen

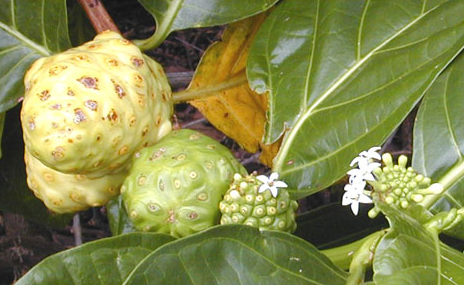
Nonibaum

Morindin kommt in der Wurzelrinde verschiedener Morinda-Arten vor, darunter dem Nonibaum (Morinda citrifolia), Morinda tinctoria, Morinda lucida und Morinda persicaefolia. Daneben kommt es auch in Neonauclea calcyna vor, ebenfalls aus der Familie der Rötegewächse.

## Eigenschaften
Morindin hat eine auffällige gelbe bis gelb-orangefarbene Färbung.  Es ist ein Antioxidationsmittel und möglicherweise ein Inhibitor der Xanthin-Oxidase.

## Reaktionen
Morindin geht verschiedene Farbreaktionen ein und bildet mehrere Hydrate. Es kann durch Salzsäure in Ethanol am Rückfluss hydrolysiert werden, wobei Morindon entsteht.

## Synthese
Ausgehend von Opiansäure und 4-Brom-2-methylphenol kann Morindon synthetisiert werden, das dann zu Morindin glycosyliert werden kann.

## Verwendung
Morindin ist für die Färbewirkung natürlicher Morinda-Extrakte verantwortlich, die traditionell als Farbstoff für rote, violette oder bräunliche Färbungen verwendet werden, z. B. in Indien und Bangladesch.